# Anaheim Ducks
Els Anaheim Ducks (els ànecs d'Anaheim en català) són un equip professional d'hoquei sobre gel de la ciutat d'Anaheim (Califòrnia, Estats Units). L'equip juga a la National Hockey League a la Divisió Pacífic de la Conferència Oest.
L'equip té la seu a l'Honda Center inaugurat el 1993 amb el nom d'Anaheim Arena i té una capacitat de 17.000 espectadors. Els seus colors són el negre, el daurat, el taronja i el blanc. L'equip juga amb jersei i pantalons negres a casa i amb jersei blanc i pantalons negres a fora. I sempre amb franges daurades, taronges i blanques.

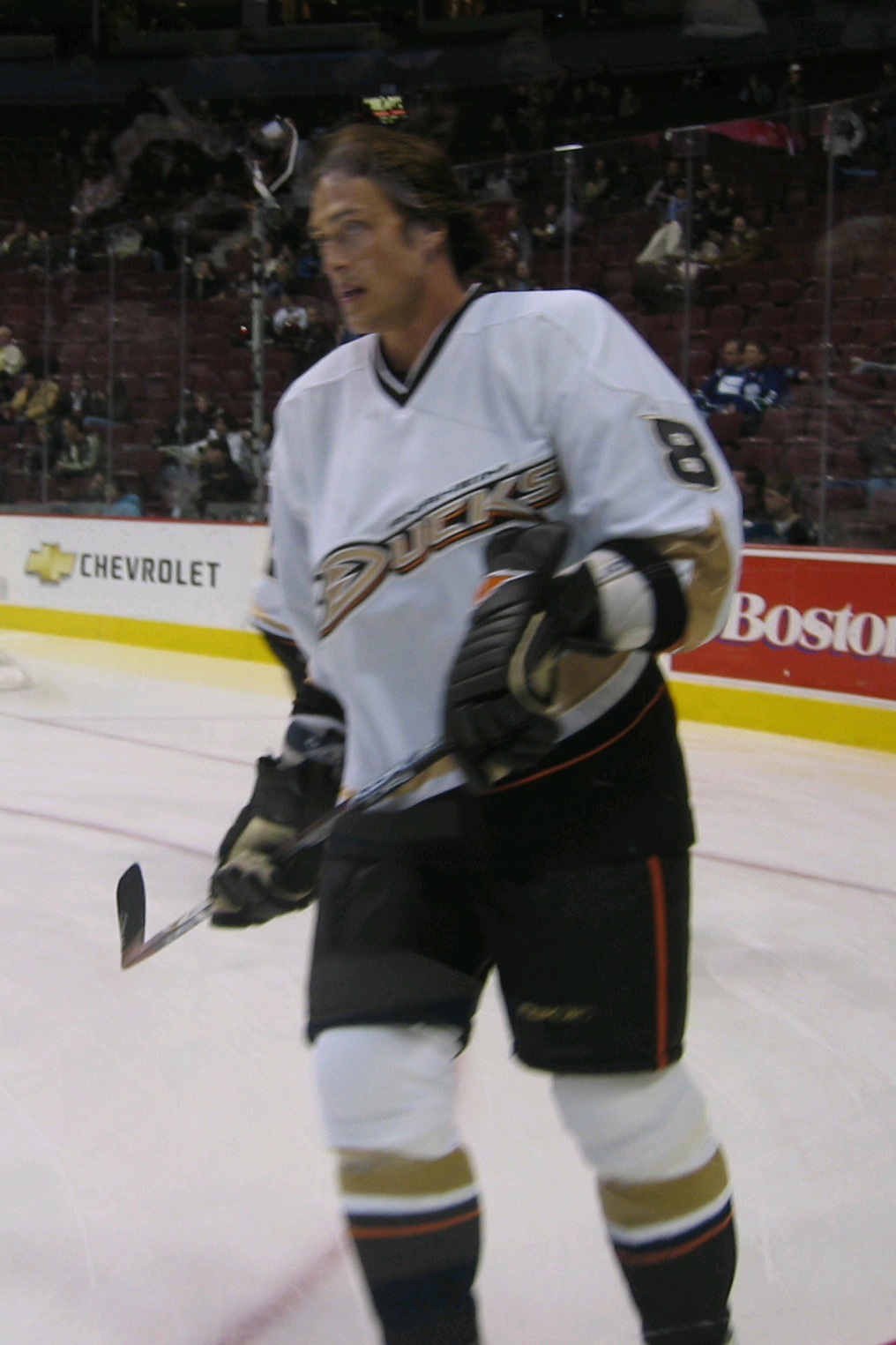
Equipació dels Anaheim Ducks

## Història

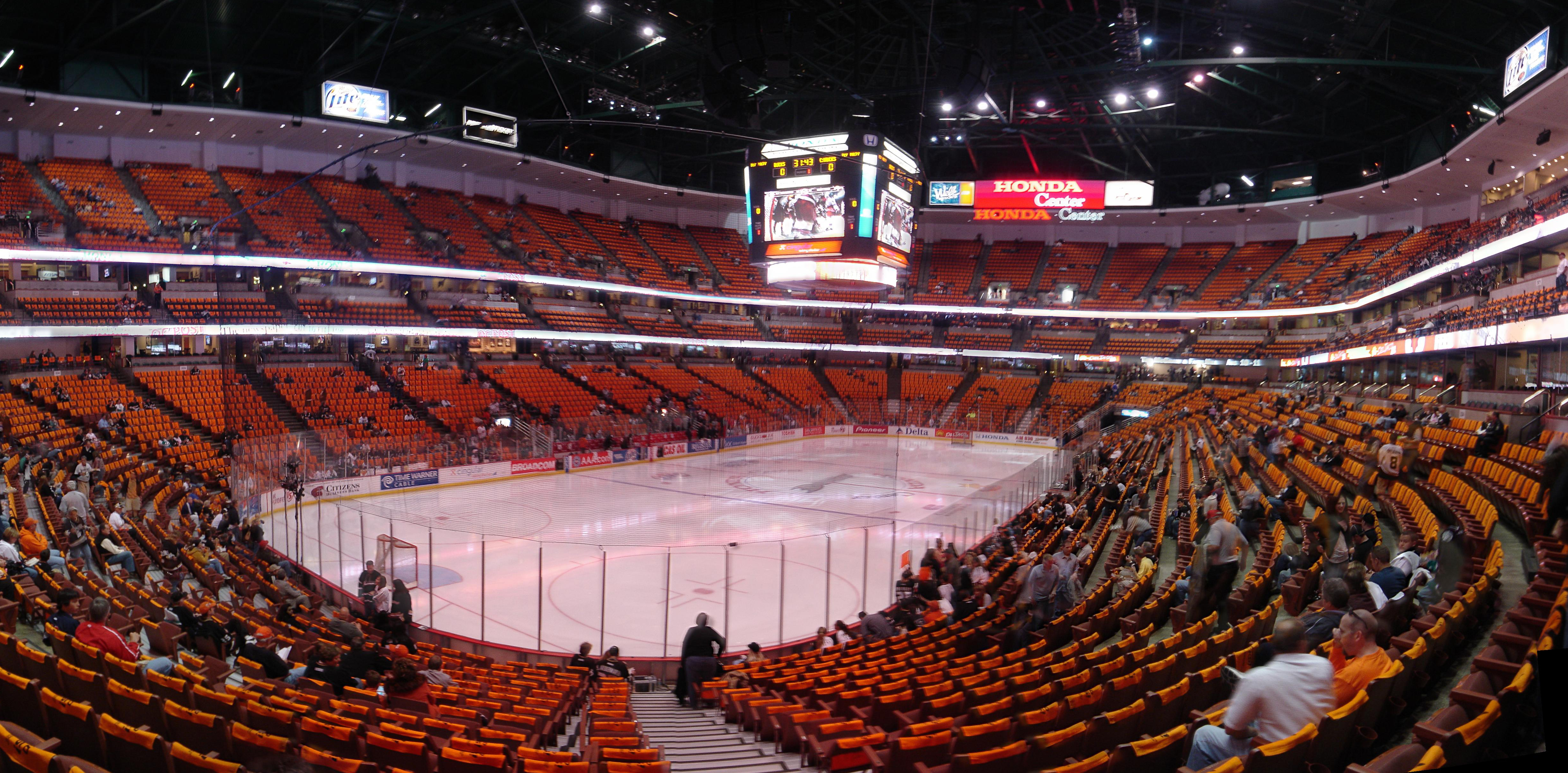
Imatge interior del pavelló dels Anaheim Ducks

L'equip fou fundat el 1993 per la Walt Disney Company amb el nom de "Mighty Ducks of Anaheim" (els poderosos ànecs), basat en la pel·lícula "The Mighty Ducks". Es va triar la ciutat d'Anaheim per estar a prop de Disneyland, gràcies a la pel·lícula de Disney el màrketing de l'equip va ser un èxit els seus primers anys. La història es basava en l'autosuperació d'uns nois desafortunats i perdedors que van aconseguir ser campions. Des del 2004 el club pertany a Henry Samueli i a la seva dona Susan, que el 2006 van canviar el nom de l'equip per l'actual.
El 2003 l'equip va aconseguir arribar a la final de la Copa Stanley però va ser vençut pels New Jersey Devils. Finalment va aconseguir guanyar la Copa Stanley el 2006 guanyant els Ottawa Senators a la final. També ha aconseguit ser campió de conferència dues vegades (2002/3 i 2006/7).

## Palmarès
- Stanley Cup: 1 (2006-07)
- Clarence S. Campbell Bowl (Campió de la Conferència Oest): 2 (2002-03, 2006-07)